# Sapanowczyk
Sapanowczyk (ukr. Сапанівчик) – wieś na Ukrainie w rejonie dubieńskim obwodu rówieńskiego. W 2001 roku liczyła 169 mieszkańców.
W II Rzeczypospolitej w gminie Werba, w powiecie dubieńskim, w województwie wołyńskim.
Przez wieś przepływa rzeka Ikva.
Mieszkał tu Ostapczuk Moisei Hryhorovychn (Остапчук Мойсей Григорович) - szeregowiec, weteran II wojny światowej, odznaczony medalami i odznaczeniami.